# 亚特兰蒂斯盆地
亚特兰蒂斯盆地（英語：Atlantis basin）是火星南半球一个被侵蚀的撞击坑，位于法厄同区的萨瑞南高地，中心位于177º W，35º S。它形成于前诺亚纪。
亚特兰蒂斯盆地包含亚特兰蒂斯混沌。它也包含一个古代干涸的湖床（可能是埃里丹尼亚湖的一部分），以及火山岩脉和新形成的峡谷，这表明那里可能长期存在过的热水流火山口。